# オックスナード平原
オックスナード平原（オックスナードへいげん、英: Oxnard Plain）は、アメリカ合衆国カリフォルニア州南部のベンチュラ郡南西部にある大きな海岸平原である。東にはサンタモニカ山脈、サンタスザーナ山脈およびオークリッジ（その向こうにはコネホ・バレーがある）、北にはトパトパ山脈、北東にはサンタクララ川バレー、南と西は太平洋に囲まれている。オックスナード・サウザンドオークス・ベンチュラ都市圏の西半分にあたる。

## 産業
オックスナード平原は沖積平野であり、世界でも最上級に肥沃な大地があり、農業がこの地域でも最も重要な産業である。「世界のイチゴの首都」とあだ名されるようにイチゴの産地として知られ、毎年開催されるカリフォルニア・イチゴ祭は国内最大級のものである。サンタポーラの町は「世界の柑橘類の首都」というあだ名もある。主な農作物としては、セロリ、ライマメ、レタス、トマト、ブロッコリー、タマネギ、柑橘類特にレモンがある。またハクサイなど、アメリカ合衆国に移植されたアジア野菜の主要な生産地でもある。
農業に加えて、かなりの量の石油埋蔵量も抱えている。オックスナード市の東にあるオックスナード油田とサンタクララ川河口の南海岸部に沿うウェストモンタルボ油田という2つの大きな油田がこの平原の下にある。他にも小さな油田が幾つかあるが、放棄されているものもある。オックスナード市の東と西には農業用地の間に石油掘削施設が散開している。
サンタクララ川はオックスナード平原を流れて太平洋に注いでいる。この川は南カリフォルニアの海岸では最大級の河川であり、護岸をコンクリートで固めずに自然のままに残されていることでは、2つしかない河川の1つである。

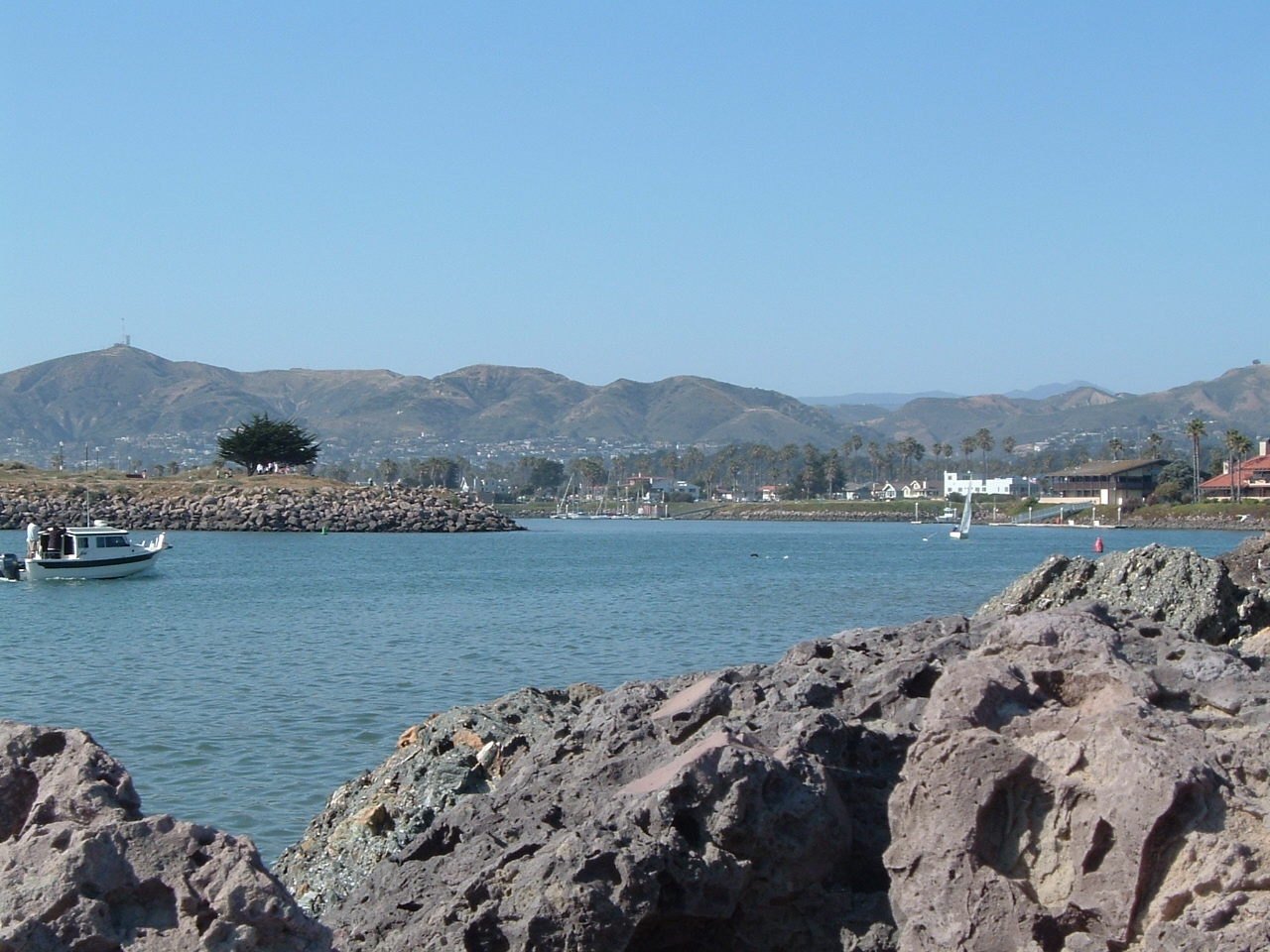
ベンチュラ港

## 都市と町
都市名の後の数字は特記の無い限り、2010年国勢調査での人口を示す。
- オックスナード、197,899人
- ベンチュラ、109,946人（2009年推計）
- カマリロ、65,201人
- ポートワイニーミー、21,723人
- サンタポーラ、29,321人

未編入の町
- チャンネルアイランズビーチ、3,103人
- エルリオ、7,198人
- モンタルボ
- サティコイ、1,029人
- ソミス